# Hřib maličký
Hřib maličký neboli hřib zlatavý (Chalciporus hypochryseus (Šutara) Courtec. 1994) je vzácná drobná hřibovitá houba podobná hřibu peprnému.

## Synonyma
- Boletus hypochryseus Šutara 1993[1]
- Chalciporus hypochryseus (Šutara) Courtec. 1994[2]
- Chalciporus piperatus (Bull.: Fr.) Bataille var. hypochryseus (Šutara) Klofac & Krisai 2006[3][4]

české názvy
- hřib maličký[2]
- hřib zlatavý

## Vzhled
Klobouk dosahuje 15 - 45 (55) milimetrů, povrch je rezavý, hnědorezavý až bledě okrový či žlutavě krémový.
Rourky a póry jsou převážně žluté, čímž se liší od hřibu peprného.
Třeň je tenký, štíhlý, obvykle válcovitý a zbarvený v podobných odstínech jako klobouk.
Dužnina je v klobouku světle narezle krémová nebo světle měděná, ve třeni pak sytě žlutá. Na řezu barvu nemění. Chuť má mírně peprnou.
Mikroznaky jsou podobné jako u hřibu peprného.

## Výskyt
Ekologické nároky hřibu maličkého nejsou podrobně známé. Nálezy z České republiky do roku 2009 pocházejí z kulturních smrčin, případně ze smrčin s přimíšenou borovicí. Zahraniční nálezy uvádějí smrky, jedle a borovic.

## Rozšíření
Zprávy o výskytu pocházejí z České republiky, Itálie a Španělska.

## Záměna
- hřib peprný (Chalciporus piperatus) - rourky a póry jsou rezavohnědé
- hřib malinový (Chalciporus amarellus) - póry jsou růžově zbarvené

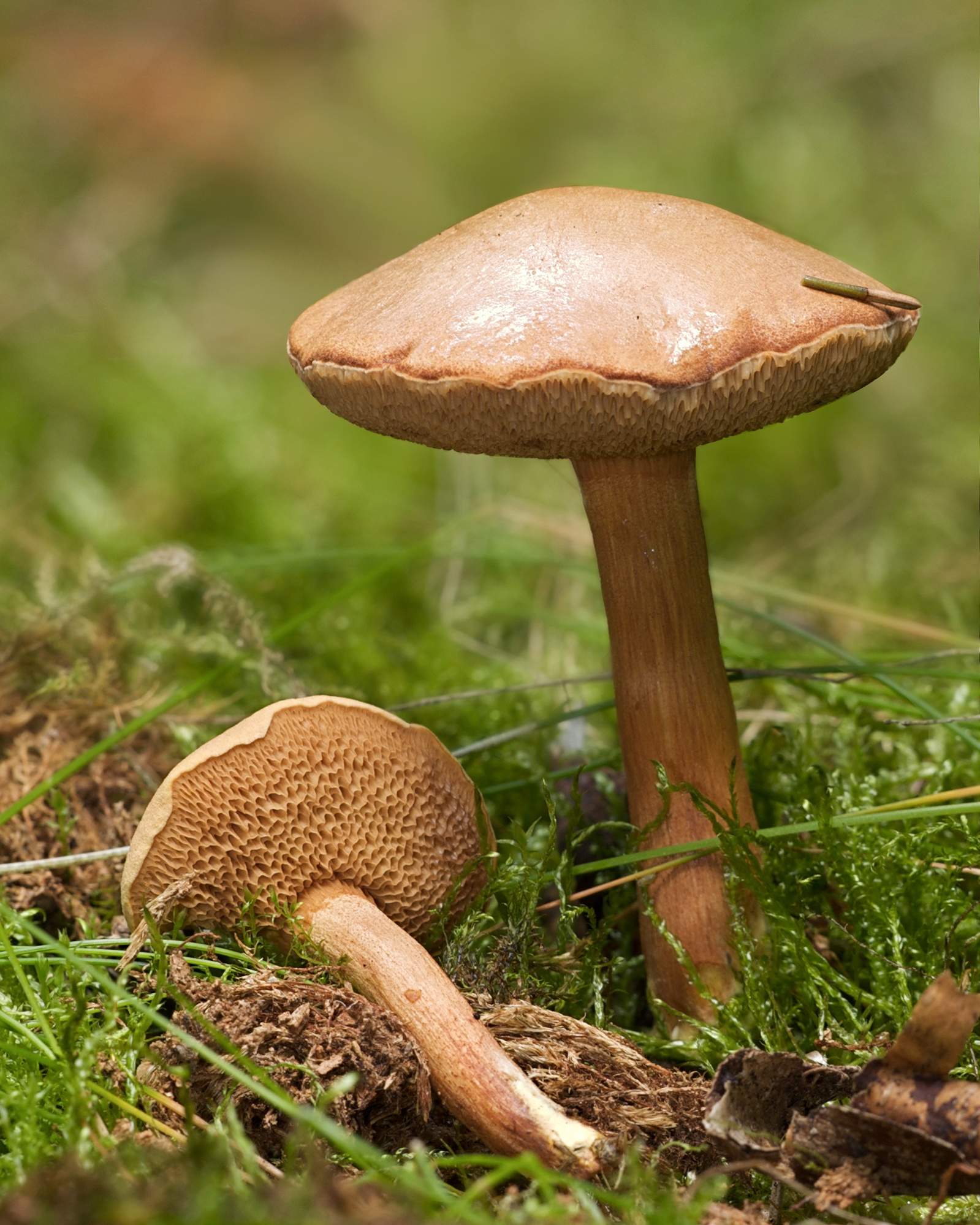
hřib peprný
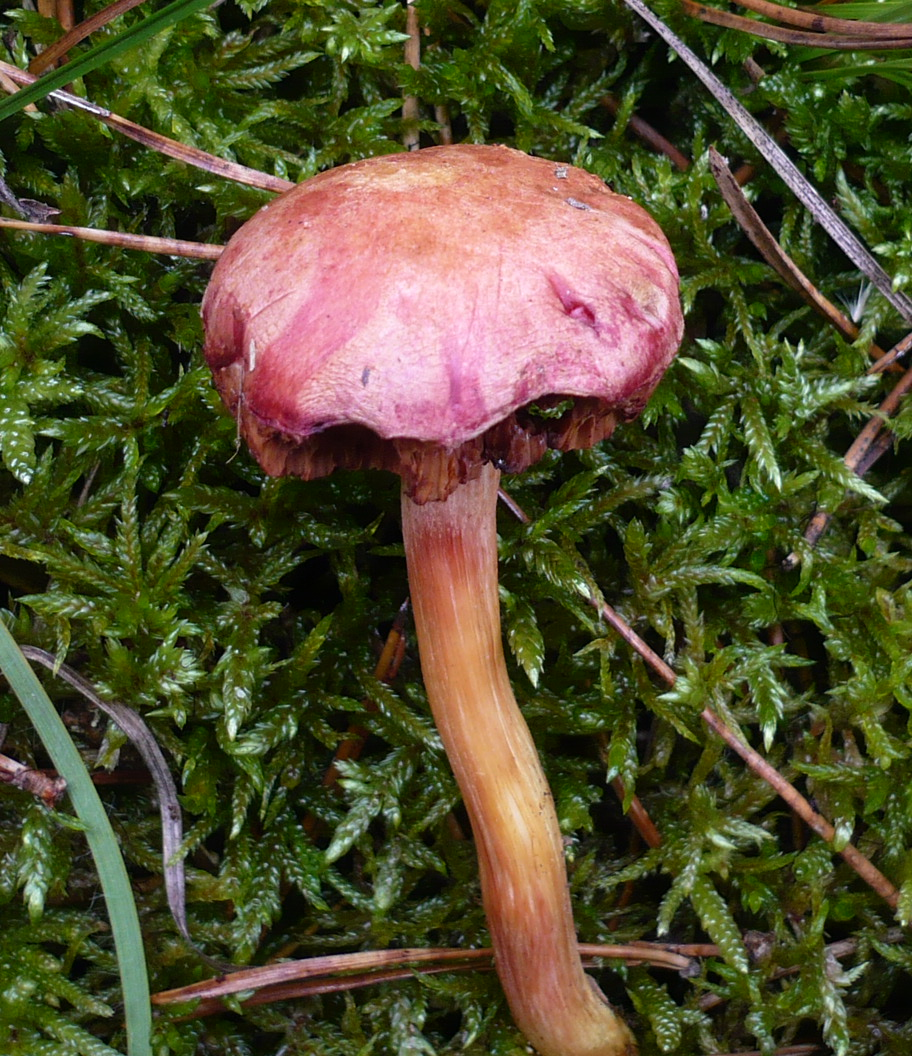
hřib malinový

## Ochrana
Hřib maličký je vzácný druh zařazený v Červeném seznamu hub České republiky jakožto druh, jehož rozšíření zatím není známé (DD). Jeho nálezy by měly být hlášeny mykologickým pracovištím.